# 朱利奥·卡贾蒂
朱利奥·卡贾蒂（義大利語：Giulio Cagiati，1863年—？），意大利前男子击剑运动员。他曾代表意大利参加1908年夏季奥林匹克运动会击剑比赛男子个人重剑小项。